# Villette-sur-Ain
Villette-sur-Ain ist eine französische Gemeinde im Département Ain in der Region Auvergne-Rhône-Alpes. Sie gehört zum Kanton Ceyzériat im Arrondissement Bourg-en-Bresse.

## Lage
Die Gemeinde Villette-sur-Ain liegt am Fluss Ain am Ostrand der Seenlandschaft Dombes, 27 Kilometer südlich von Bourg-en-Bresse. Sie grenzt im Norden an Druillat, im Nordosten an Varambon, im Osten an Priay, im Südosten an Château-Gaillard und Saint-Maurice-de-Rémens, im Süden an Châtillon-la-Palud, im Südwesten an Chalamont, im Westen an Châtenay und im Nordwesten an Dompierre-sur-Veyle. Die Bewohner nennen sich Villetois oder Villetoises.

## Bevölkerungsentwicklung
| Jahr                       | 1962 | 1968 | 1975 | 1982 | 1990 | 1999 | 2011 | 2021 |
| -------------------------- | ---- | ---- | ---- | ---- | ---- | ---- | ---- | ---- |
| Einwohner                  | 360  | 287  | 341  | 381  | 412  | 472  | 678  | 762  |
| Quellen: Cassini und INSEE |      |      |      |      |      |      |      |      |

## Sehenswürdigkeiten
- Schloss Richemont, Monument historique
- Schloss Moutonnière
- Kirche Saint-Martin, Monument historique
- Gefallenendenkmal

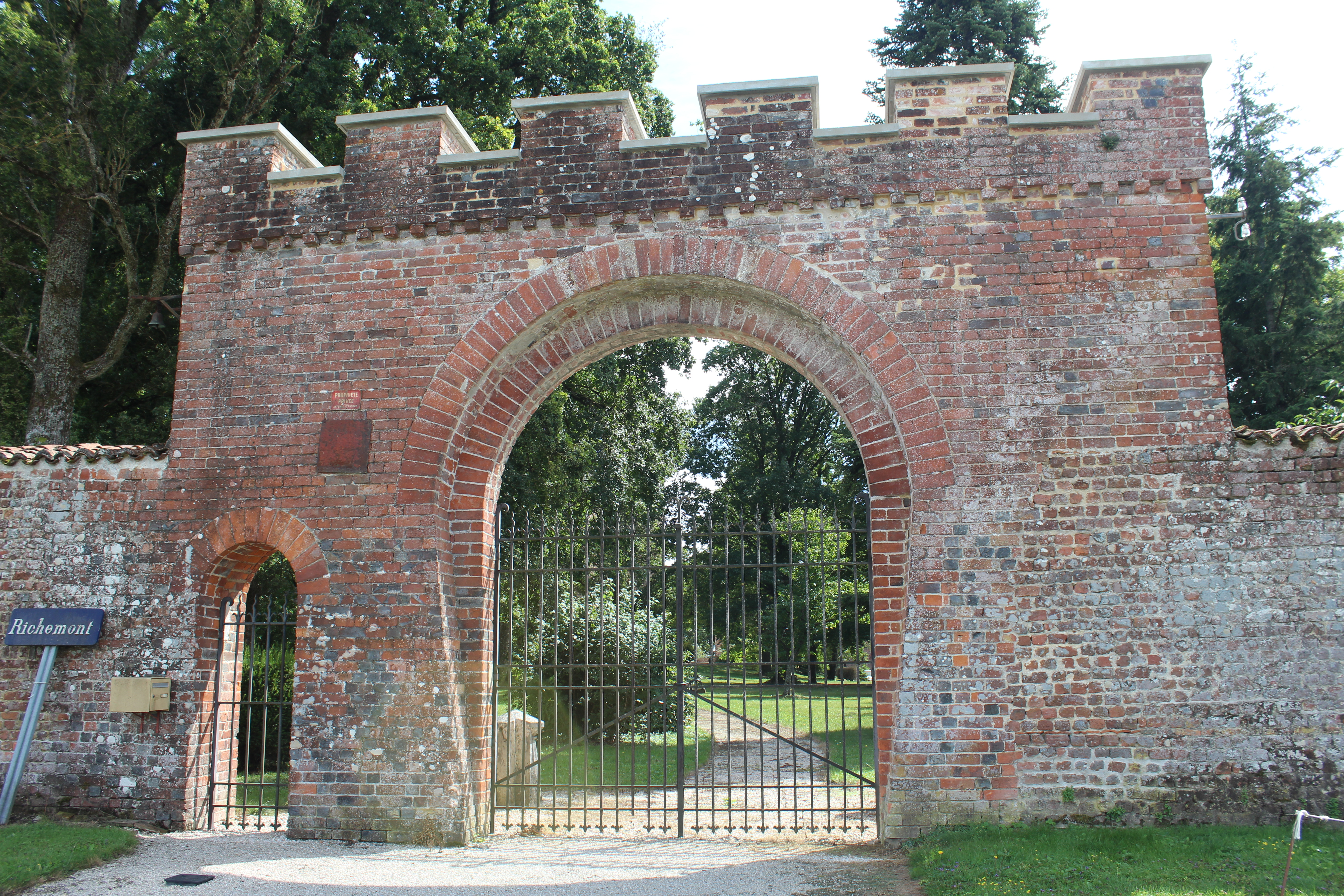
Tor des Schloss Richemont
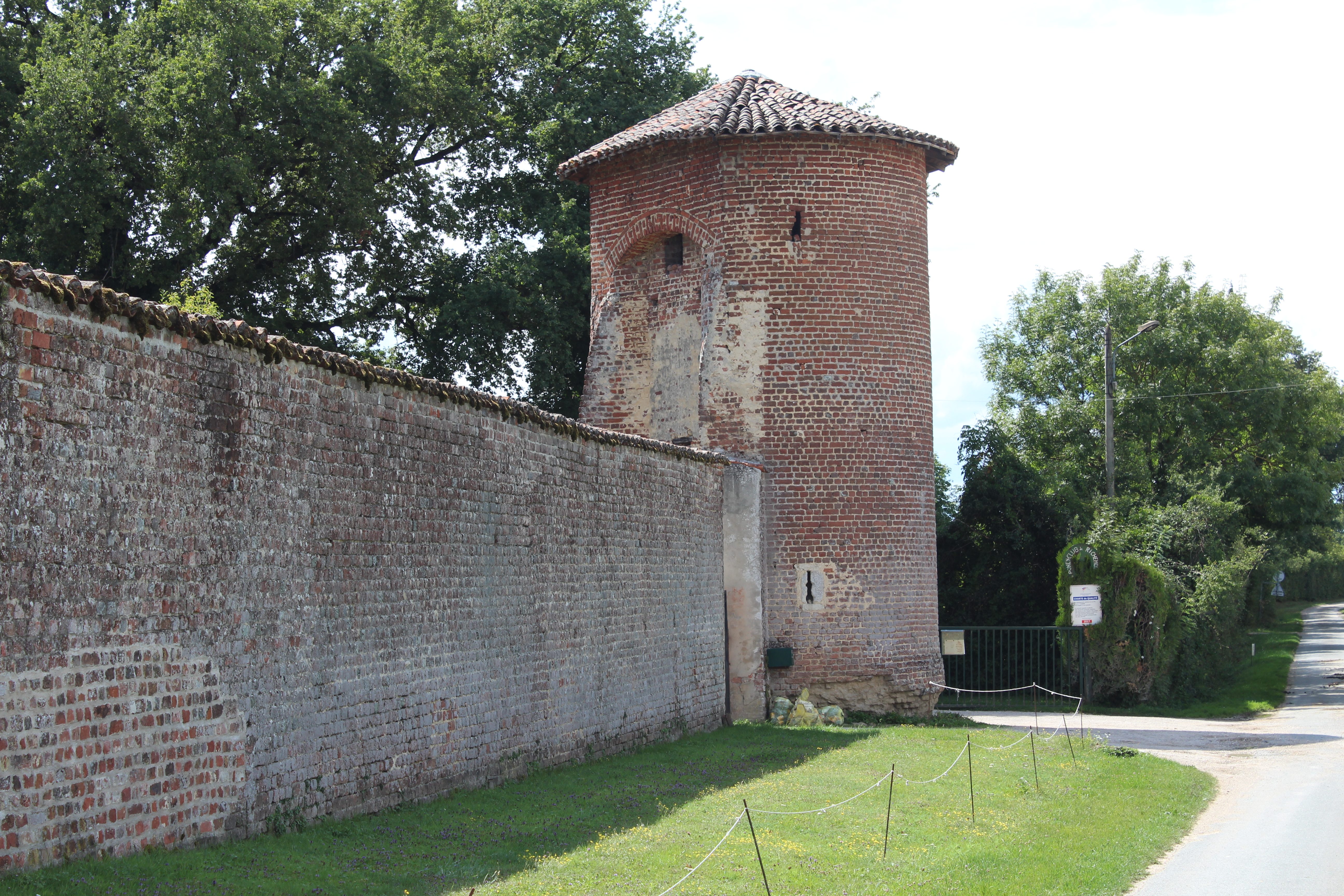
Mauer und turm des Schlosses Richemont
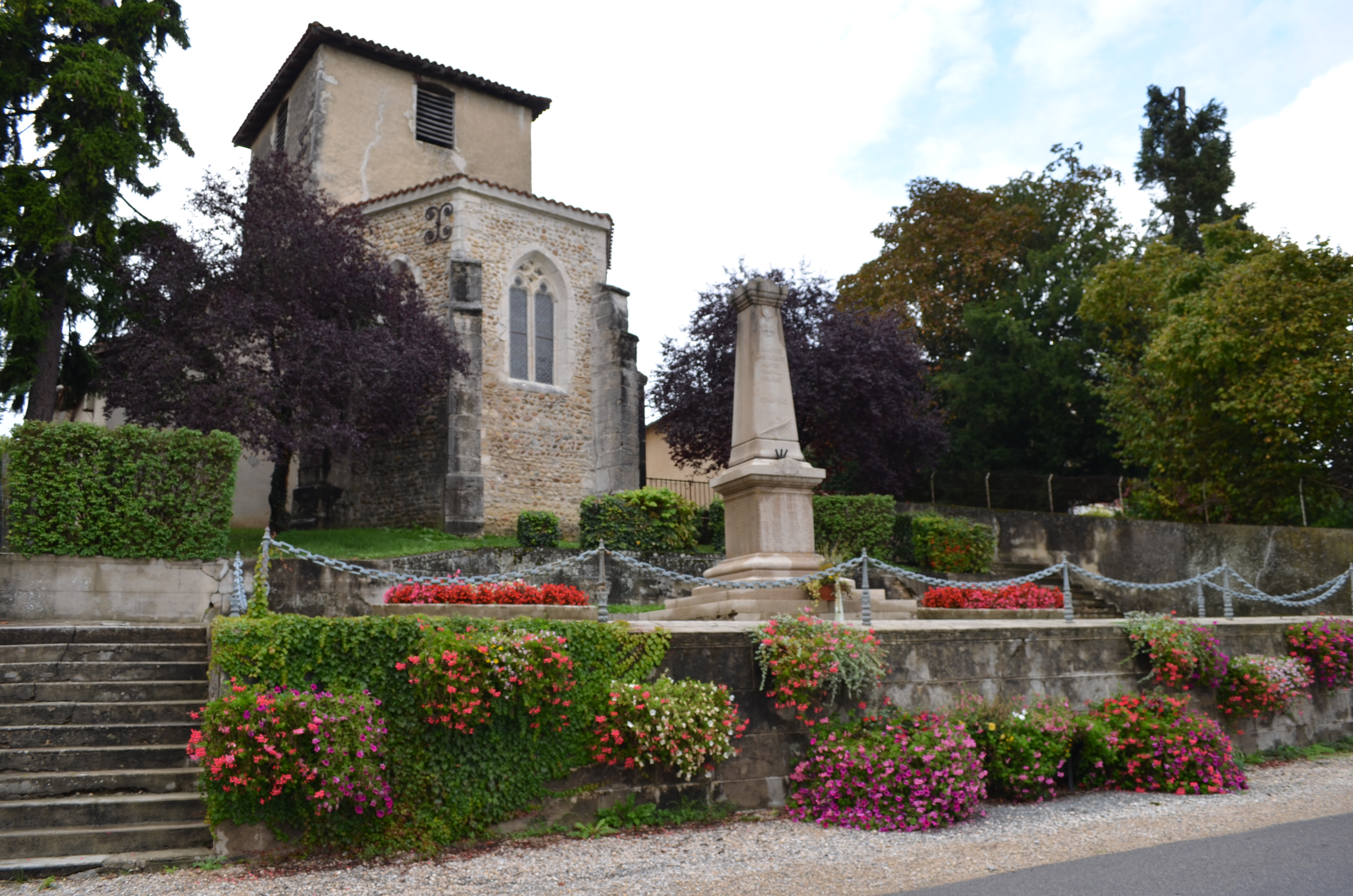
Kirche Saint-Martin und Gefallenendenkmal
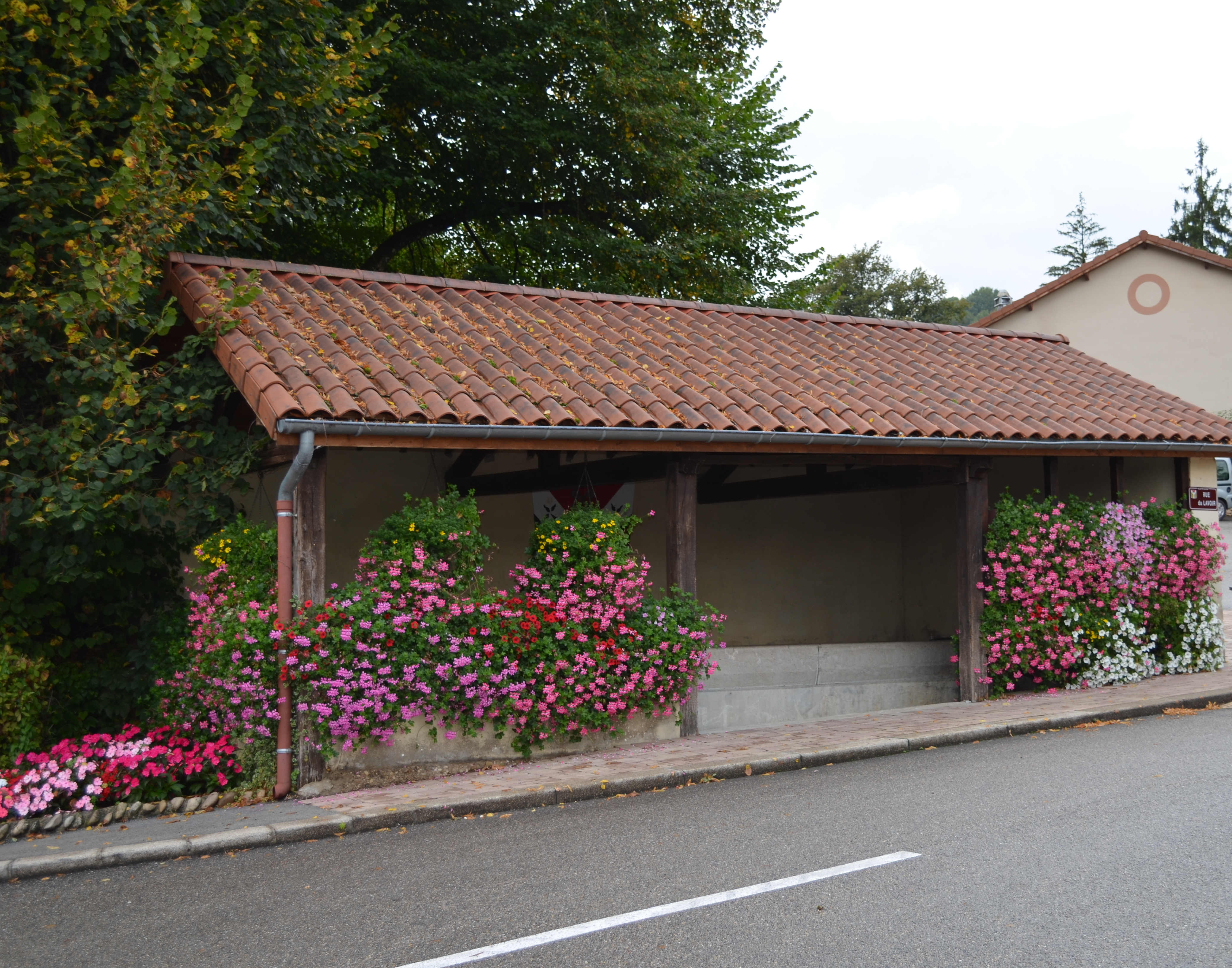
Lavoir
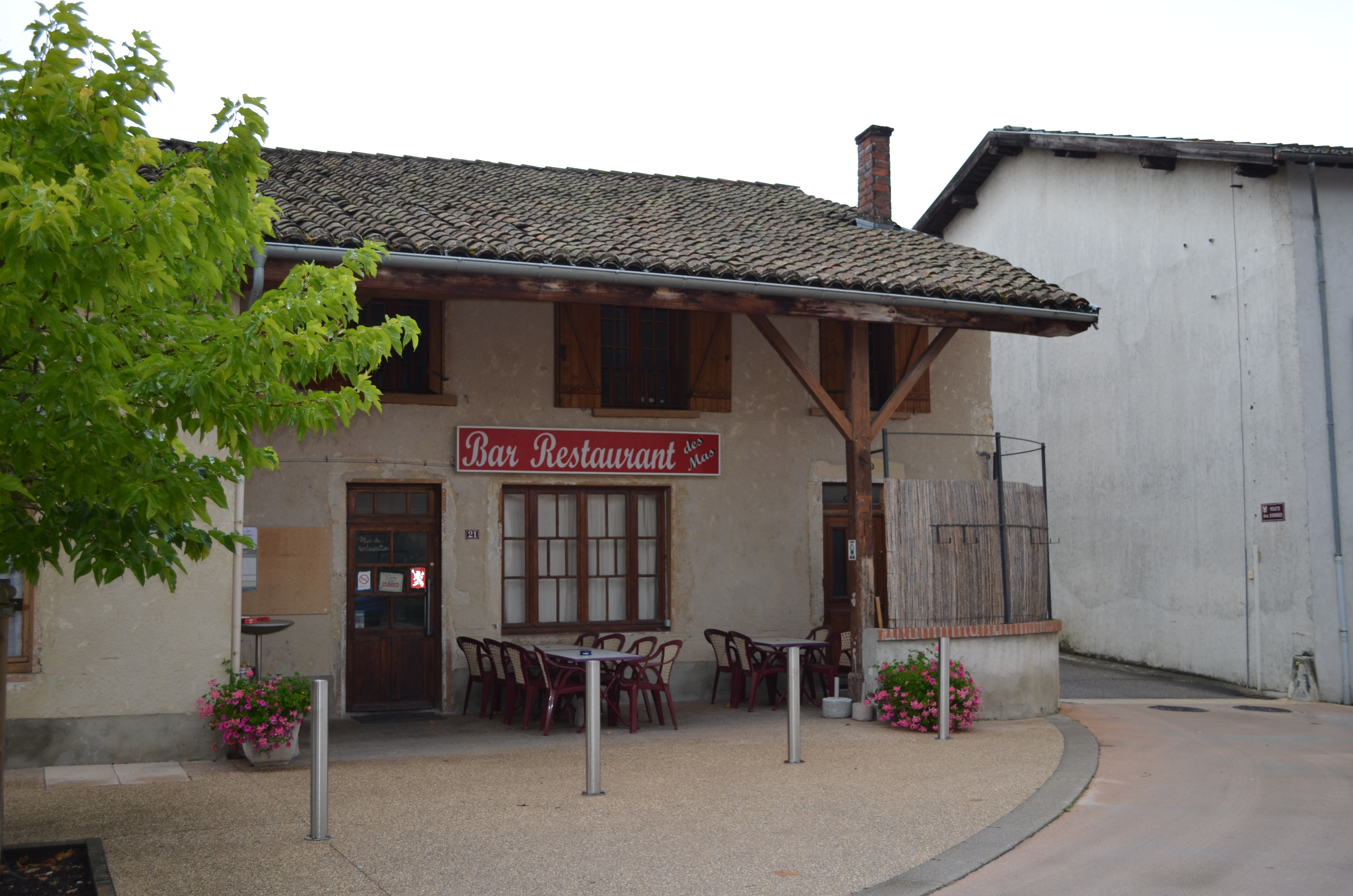
Restaurant

## Persönlichkeiten
- Louis Gabriel Michaud (1773–1858), Schriftsteller, Verleger und Buchdrucker